# David Bernhardt
David Longly Bernhardt (* 17. srpna 1969, Rifle, CO) je americký právník, lobbista a politik za Republikánskou stranu. V letech 2019–2021 zastával ve vládě Donalda Trumpa post ministra vnitra.
Bernhardt začal pro ministerstvo vnitra USA pracovat již v roce 2001 jako partner v právní a lobbistické firmě Brownstein Hyatt Farber Schreck sídlící v Coloradu. Jako ministr vnitra zvýšil počet povolení k těžbě fosilních paliv na federálních pozemcích a zahájil program deregulace a zmírnění ekologických norem pro těžařské společnosti.